# Ligne Tempo 2 de la métropole de Tours
La ligne Tempo 2 du réseau Filbleu est une ligne de bus à haut niveau de service du réseau de transports en commun de Tours Métropole Val-de-Loire, dont l'exploitation commerciale est confiée à Kéolis Tours, comme l'ensemble du réseau Fil Bleu.
Elle relie le quartier des Douets, à Tours, au CHU Trousseau de Chambray-les-Tours, en passant par le centre commercial de la Petite Arche, la Gare de Tours, le grand Axe et le pôle universitaire de Grandmont. Il s'agit du deuxième axe de transport en commun de l'agglomération après la ligne A du tramway.

## Historique

### Le site propre nord-sud
Depuis les années 1990, la ligne 2 était majoritairement en coopération avec la ligne 1, reprenant la majorité du site propre instauré sur le grand axe. Cependant, à l'orée des travaux du tramway, la ligne 2 connaît un nouveau parcours par le Pont Mirabeau, avec le principe d'antennes de l'époque : la ligne 2 se divise en terminus : Pôle Santé Alliance/Douets Lycée Choiseul - Pôle Santé Vinci/St Avertin Centre.

### Le temps de la ligne 2A/2B
Depuis septembre 2009, la ligne 2 connaît une forte hausse de sa fréquentation, en raison d'un parcours évitant en partie le corridor en travaux pour le tramway. De plus, elle dessert l'IUT, toute la zone universitaire du Parc Grandmont ainsi que le CHU de Tours, premier employeur du département.

### Vers une ligne à haut niveau de service
Des travaux préliminaires pour la transformation des stations, leurs réaménagements, l'installation de bornes d'information voyageur en temps réel et des distributeurs de titres aux stations les plus fréquentés se sont effectués entre septembre 2013 et juin 2014. Ces travaux sont la suite logique de la création de couloirs de bus sur l'avenue du Maréchal Juin, entre le pont Mirabeau et la station Vaucanson.
De plus, un site propre en deux parties a vu le jour dans le parc Grandmont, notamment entre le lycée Grandmont et la Faculté de Sciences, et entre la Cité Universitaire et le CHU Trousseau.
L'inauguration de la ligne 2 Tempo eut lieu le 31 août 2013, en simultané de la mise en service du Tram A et du nouveau réseau Bus + Tram.

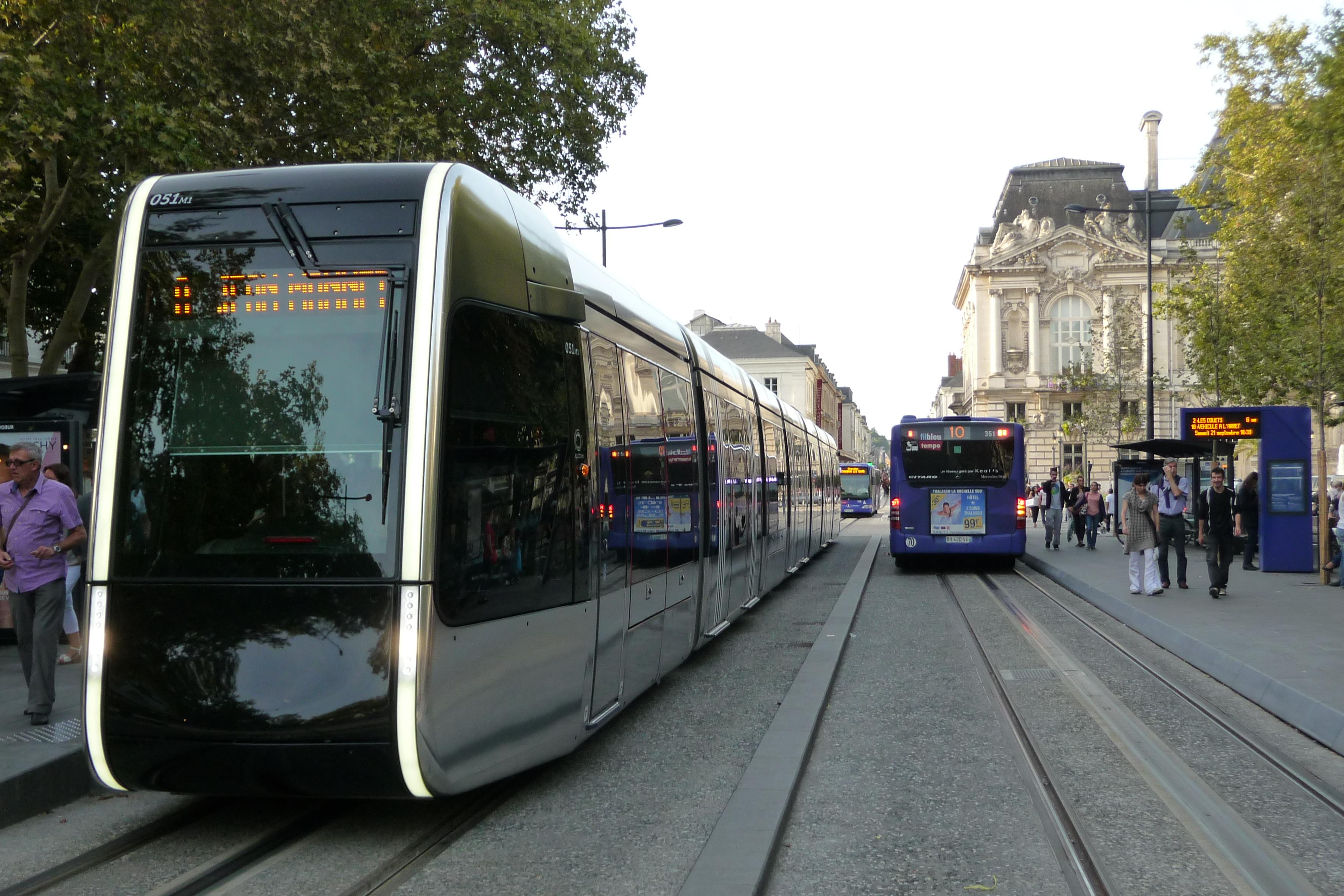
Correspondance entre ligne 10 (assurée exceptionnellement en matériel Tempo)et Tramway A en station centrale Jean Jaurès.

## Stations
Les stations sont, pour la majorité, équipées de bornes d'attente, et pour certaines, d'équipement d'achat et rechargement de titres de transport. Cependant, elles ne se distinguent pas de stations d'arrêt classiques.
Elles sont également situées sur la voie normale, excepté à la station Bonamy qui est au cœur d'une rue réservée intégralement aux transports en commun.

## Matériel roulant
Les véhicules sont des Mercedes Citaro G C2 à quatre portes et un Solaris Urbino 18, intégralement climatisés. L'équipement comprend :
- une ambiance lumineuse soignée à bord des véhicules.
- une design et une identité forte propre à la ligne.
- des annonces vocales à intérieur pour la destination et le prochain arrêt.
- des annonces vocales à l'extérieur sur l'arrêt actuel, la destination, la ligne et le prochain arrêt diffusés directement sur la station.
- des écrans pour les correspondances aux pôles d'échanges et un schéma dynamique de la ligne.
- des sièges et emplacements réservés pour les PMR et UFR.

Des Mercedes Citaro G C1 peuvent être utilisés en cas de renforts en heure de pointe, et plus rarement, de Renault Agora L. Dans ces cas précis, il n'y a pas d'écrans d'informations ni de livrée Tempo particulières.
A noter que pendant l'été 2018, à cause des travaux de réfection du Pont Mirabeau, le nord de la ligne (entre IUT et Les Douets) était équipé de Mercedes Citaro standards ou d'Heuliez GX317 du sous-traitant Kéolis Touraine, le reste de la ligne, entre Ursulines et le CHU Trousseau étant doté de Mercedes Citaro G C2.
L'état de parc affecté à la ligne est disponible sur la page du réseau filbleu.

## Tarification
La tarification de la ligne est identique à celle en vigueur sur tout le reste du réseau tourangeau et est accessible avec les mêmes abonnements. Un ticket permet un trajet simple aller et/ou retour quelle que soit la distance avec une ou plusieurs correspondances possibles avec les autres lignes de bus et le tramway pendant une heure.

## Projets
La portion de tracé entre Jean Jaurès et CHU Trousseau devrait être convertie en tramway à l'horizon 2028.